# Mesoleptus anceps
Mesoleptus anceps là một loài tò vò trong họ Ichneumonidae.